# Додевард
Додевард — село в муніципалітеті Недер-Бетуе, нідерландської провінції Гелдерланд. У селі проживає понад 4,465 жителів. Це був незалежний муніципалітет з 1811 по 2002 рік. Село Офеусден також деякий час належало до цього муніципалітету, але пізніше воно відійшло до муніципалітету Кестерен.
Це найсхідніше село в муніципалітеті, ще більш східні села Гієн і Велі формально є частиною села. Саме село розташоване та простягається на південь від автомагістралі A15 на Ваалі. Село має власну залізничну станцію на залізничному сполученні між Тілем і Арнемом, яка називається Hemmen-Dodewaard, хоча станція Opheusden є більш доступною в багатьох випадках. 

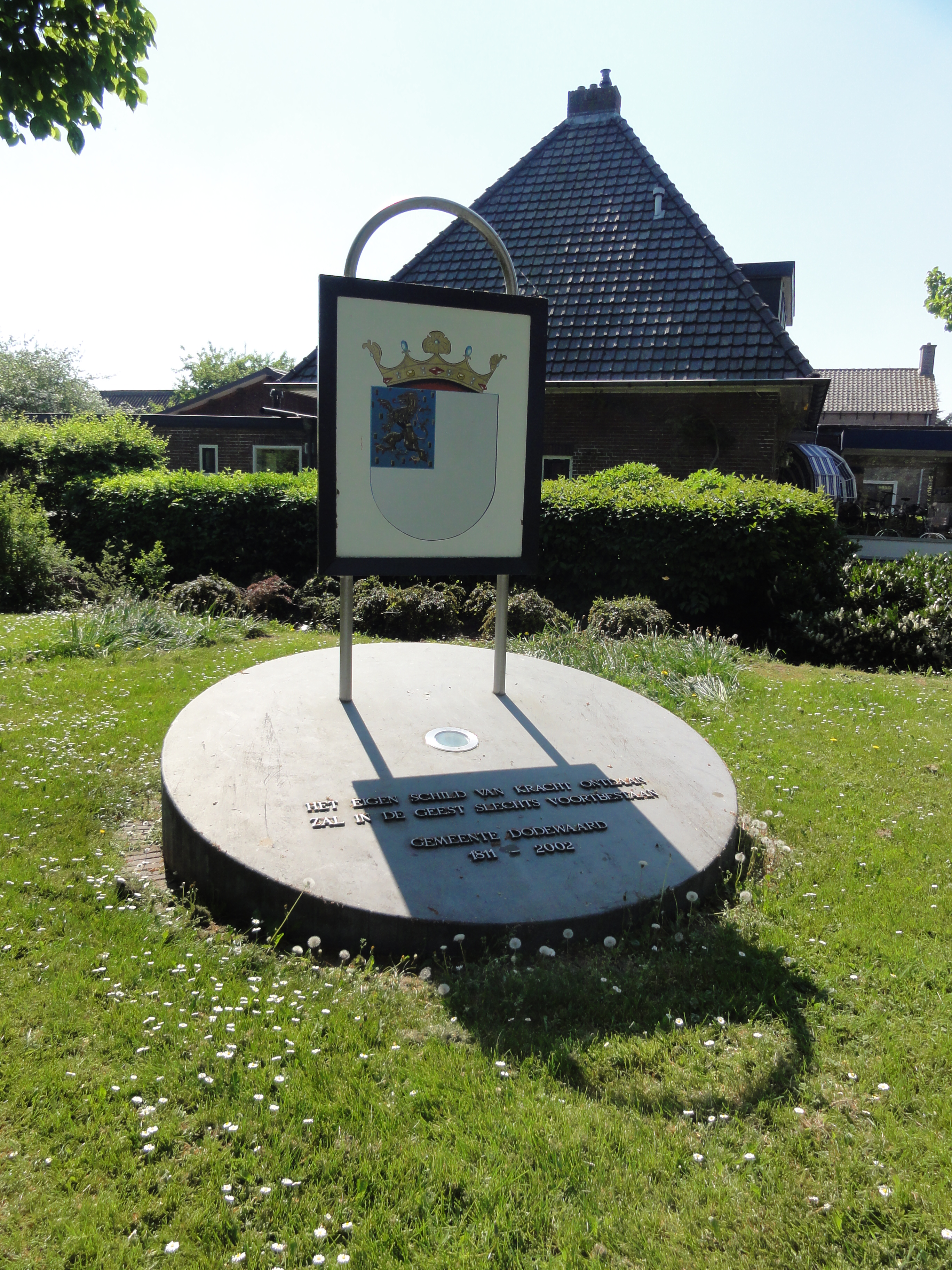
Пам'ятник колишньому муніципалітету Додевард (у 2002 році поблизу Недер-Бетуе)

Тут також розташована нині недіюча атомна електростанція Додевард.

## Історія
До 18 століття в Додеварді було три заміські будинки-замки-прибудови, які називалися Плуйменбург, Додевард, Аппеленбург і Де Снор.
У країні Додевард відомий завдяки розташованій там атомній електростанції Kerncentrale Dodewaard. Завод було виведено з експлуатації в березні 1997 року. Згодом ядерне паливо було вилучено, а електростанцію перетворено на безпечну оболонку. Усі нерадіоактивні будівлі були знесені. Будівля реактора, будівля турбіни, будівля відходів, вентиляційна будівля та допоміжна будівля залишилися стоячи. Електростанцію знесуть у 2045 році. До того часу радіоактивний розпад зробить свою справу.

## Зовнішнє посилання
- Веб-сайт колишньої атомної електростанції Dodewaard